# Blindbacken

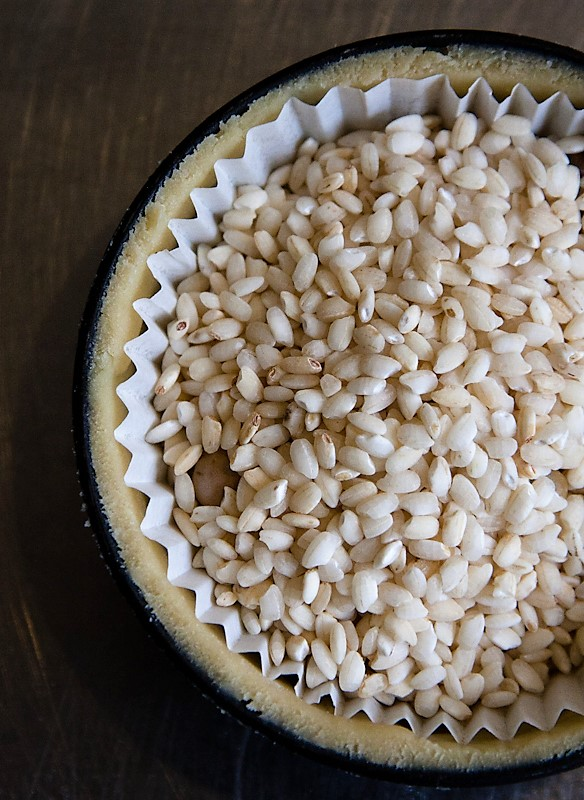
Blindbacken, hier mit (ungekochten) Reiskörnern

Das Blindbacken (auch Hohlbacken) ist eine Technik zum Backen eines Teigbodens oder einer Teighülle, die nachträglich gefüllt werden soll. Dabei soll der Rand aufgehen können, der Boden aber flach bleiben. Deshalb wird der Teigboden mit einer Gabel mehrfach durchstochen, mit Pergamentpapier oder Aluminiumfolie ausgelegt und mit getrockneten Erbsen, Bohnen, Kichererbsen, Kirschkernen oder Ähnlichem beschwert. Diese „Blindfüllung“, die auch den Teigrand stabilisieren soll, wird nach dem Backen durch die eigentliche Füllung ersetzt.